# Kazimierz (1851)
Kazimierz (paropływ nr 7) to parowa barka wiślana Królestwa Polskiego (środkowej Wisły) o napędzie śrubowym.

## Dane
- armator: Spółka Żeglugi Parowej
- miejsce budowy: Warsztaty Mechaniczne Banku Polskiego na Solcu w Warszawie
- maszyna parowa
  - moc: 25 KM
  - produkcja: Stocznia Gâche`a, Nantes, Francja
  - 2 śruby
- wymiary kadłuba:
  - długość: 40 m
  - szerokość: 4,6 m
  - zanurzenie: 0,17/0,7 m

## Historia
- 1851 r. – rozpoczęcie służby
- 1856 r. – przebudowa na barkę bez napędu.

## Literatura
- Witold Arkuszewski "Wiślane statki pasażerskie XIX i XX wieku".